# 대경중학교 (서울)
대경중학교(大京中學校)는 대한민국 서울특별시 중구 신당동에 있는 사립 중학교이다.

## 학교 연혁
- 1956년 1월 : 학교법인 제일학원 설립, 이창기 이사장 취임
- 1956년 2월 : 중학교 6학급 설립인가
- 1956년 4월 : 을지로5가 임시교사에서 개교, 초대 교장 이창기 취임
- 1958년 5월 : 중구 신당동 현 교사로 이전
- 1971년 5월 : 서정 조명주 이사장 취임
- 1972년 12월 : 실내체육관 준공
- 1975년 1월 : 신관 교사 준공 (22교실)
- 1977년 2월 : 중학교 신축교사로 이전
- 1983년 10월 : 학교법인 서정학원으로 법인 명칭 개명
- 2005년 9월 : 조창환 이사장 취임
- 2005년 10월 : 교육정보화센터 준공
- 2021년 9월 : 제11대 교장 박상진 취임
- 2022년 3월 : 남녀공학 전환
- 2023년 1월 : 제65회 졸업식 졸업생 83명(총 25,400명)

## 참고 자료
- 대경중학교 - 한국교육학술정보원 학교알리미